# Born to Race (film 2011)
Born to Race è un film del 2011 diretto da Alex Ranarivelo.

## Trama
Danny Krueger, un giovane pilota di corse clandestine, ha avuto un incidente durante l'ennesima corsa clandestina, e viene mandato in una piccola città a vivere con suo padre, nonché ex pilota di NASCAR. Quando Danny si iscrive alla NHRA High School Drags, cerca l'aiuto di suo padre per sconfiggere un pilota locale.

## Sequel
Il film ha avuto un sequel dal titolo Born to Race: Fast Track del 2014, sempre diretto da Alex Ranarivelo, con Brett Davern in sostituzione di Joseph Cross.